# Eva petulans
Eva petulans är en fjärilsart som beskrevs av András Vojnits 1981. Eva petulans ingår i släktet Eva och familjen mätare. Inga underarter finns listade i Catalogue of Life.